# Frise (province)
Pour les articles homonymes, voir Frise.
La Frise (en néerlandais : Friesland, /ˈfris.lɑnt/ ; en frison occidental : Fryslân, /ˈfris.lɔːn/) est la plus grande des douze provinces qui constituent les Pays-Bas, avec une superficie de 5 748,74 km2 dont 3 335,62 km2 de terres. Située dans le nord du pays, sa ville principale et son chef-lieu est Leeuwarden (en frison occidental : Ljouwert, en français parfois : Leuvarde). En 2020, la Frise compte 649 957 habitants.
La Frise est une province agricole, mais le tourisme, principalement autour des lacs du sud-ouest de la province et des îles de la mer des Wadden, constitue une source importante de revenus. Elle est aussi connue pour ses patineurs de vitesse et son circuit hivernal des onze villes (elfstedentocht), qui attire des dizaines milliers de touristes étrangers les années où il peut être organisé, si l'épaisseur de la glace est suffisante sur le parcours. Le frison occidental y est une langue officielle au côté du néerlandais.

## Géographie
Comme l'ensemble des Pays-Bas, la Frise n'a que peu de relief, étant caractérisée par un damier des polders, ainsi que par des lacs et des tourbières relictuelles.
Par sa superficie totale (terrestre et aquatique), la Frise est la plus vaste province des Pays-Bas. Elle est la troisième plus grande si on tient compte seulement de la surface terrestre, après la Gueldre et le Brabant-Septentrional.

### Localisation
La province de Frise est délimitée à l'est par les provinces de Groningue et de Drenthe, au sud par les provinces d'Overijssel et du Flevoland, au sud-ouest par l'IJsselmeer, à l'ouest et au nord par la mer des Wadden, et, au-delà des îles des Wadden, par la mer du Nord. 
Elle reliée à la Hollande-Septentrionale par l'Afsluitdijk. 
Les îles frisonnes des Wadden, Vlieland, Terschelling, Ameland et Schiermonnikoog, sont accessibles par des bacs reliant Harlingen à Vlieland et Terschelling, Holwerd à Ameland et Lauwersoog à Schiermonnikoog.

Nature à Delleboersterheide, en Frise.
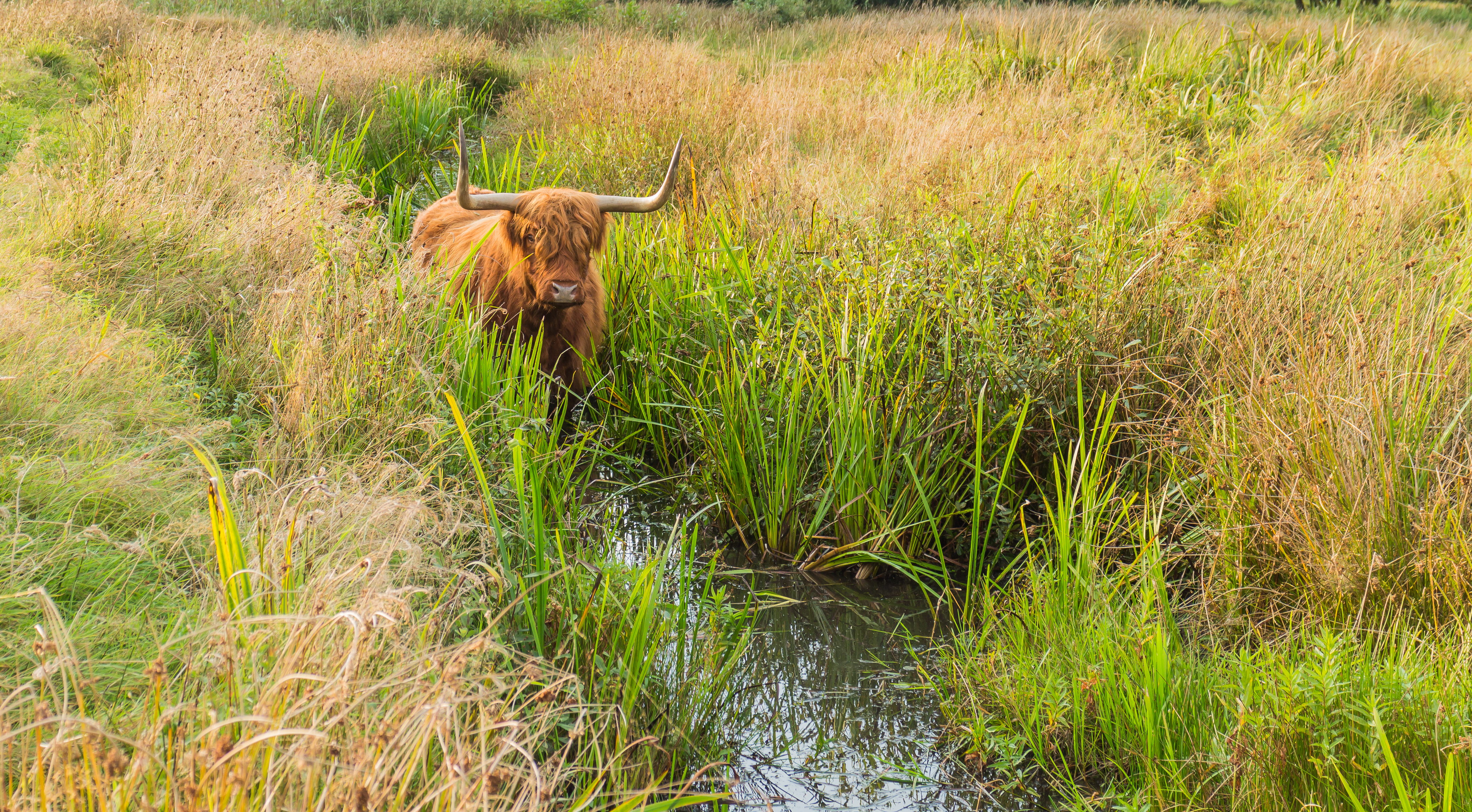
Un Scottish Highlander se baignant près d'Oldeberkoop dans le parc Delleboersterheide.
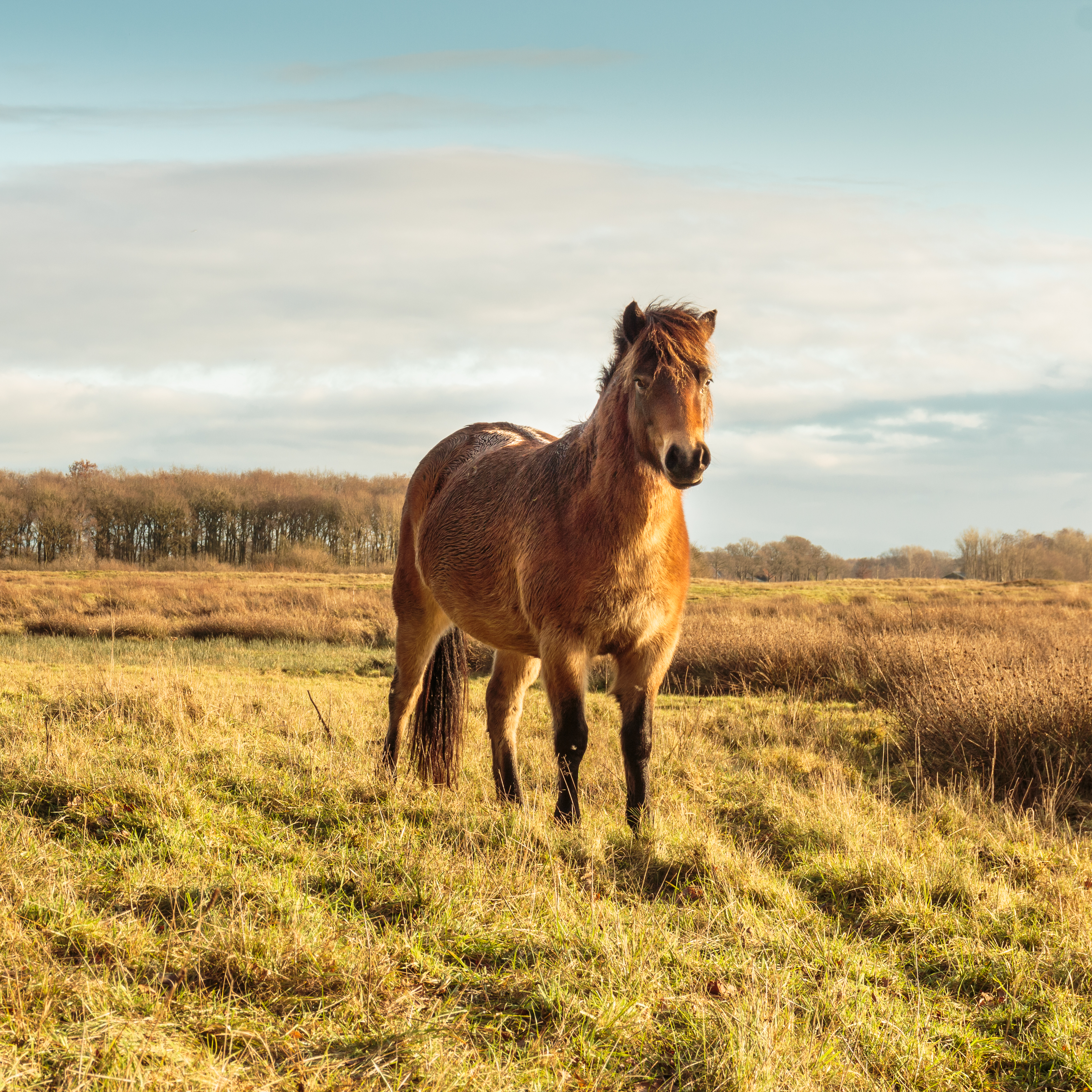
Un Exmoor dans le Delleboersterheide (nl) en Frise.
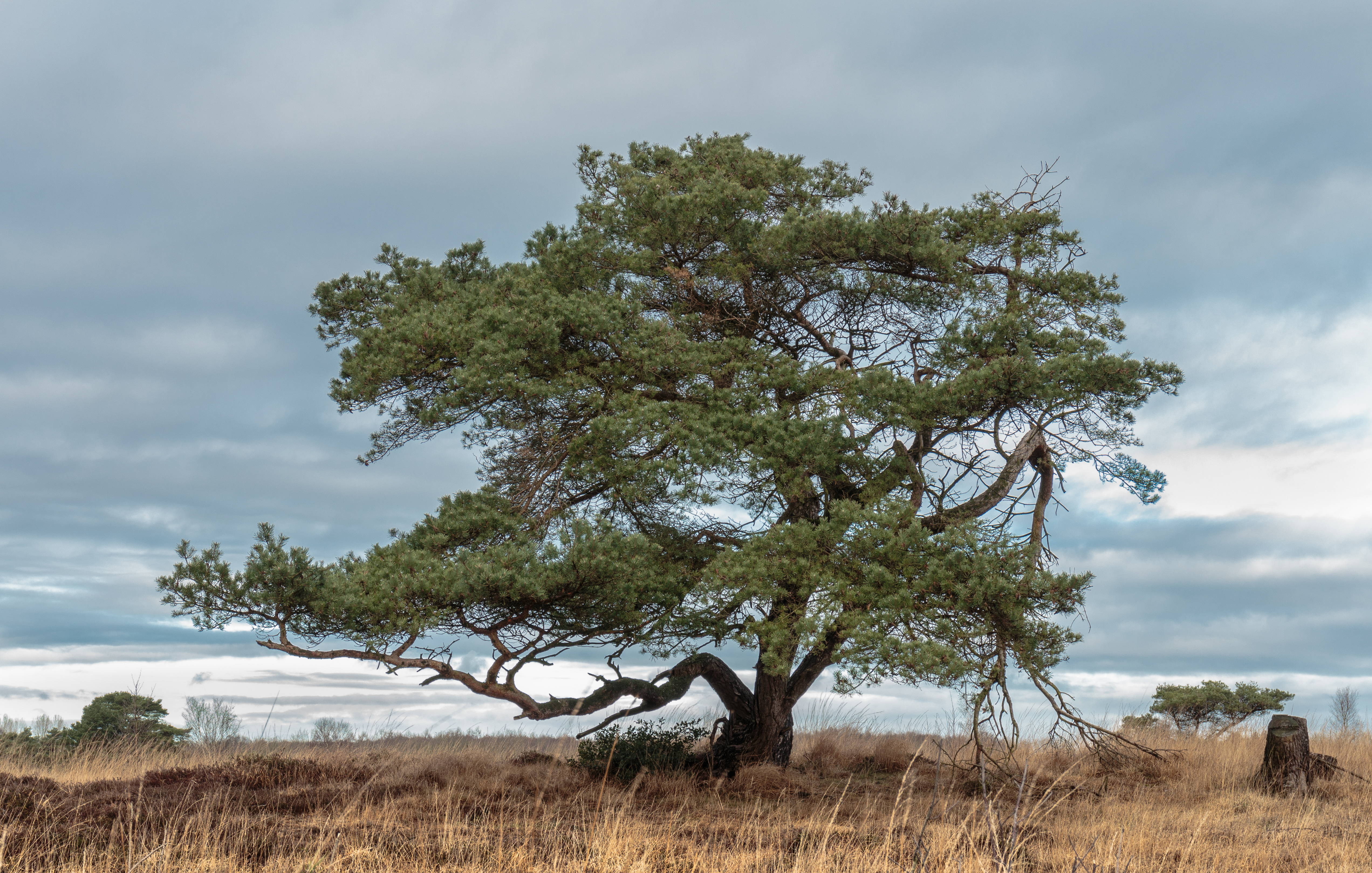
Un pin sylvestre dans le Delleboersterheide (nl) et It Fryske Gea (nl) en Frise.
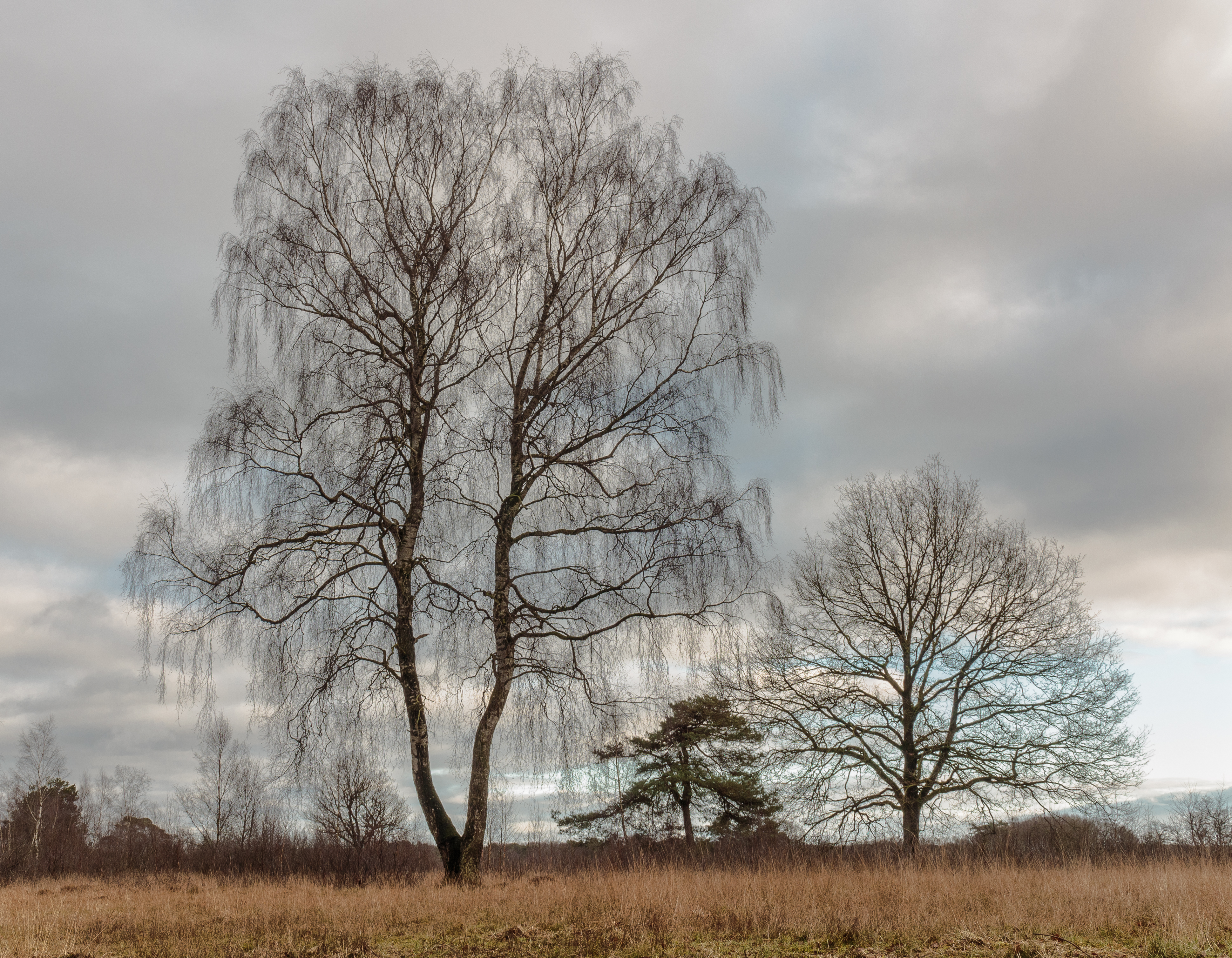
Bouquet d'arbres, avec un bouleau verruqueux, dans le Delleboersterheide.

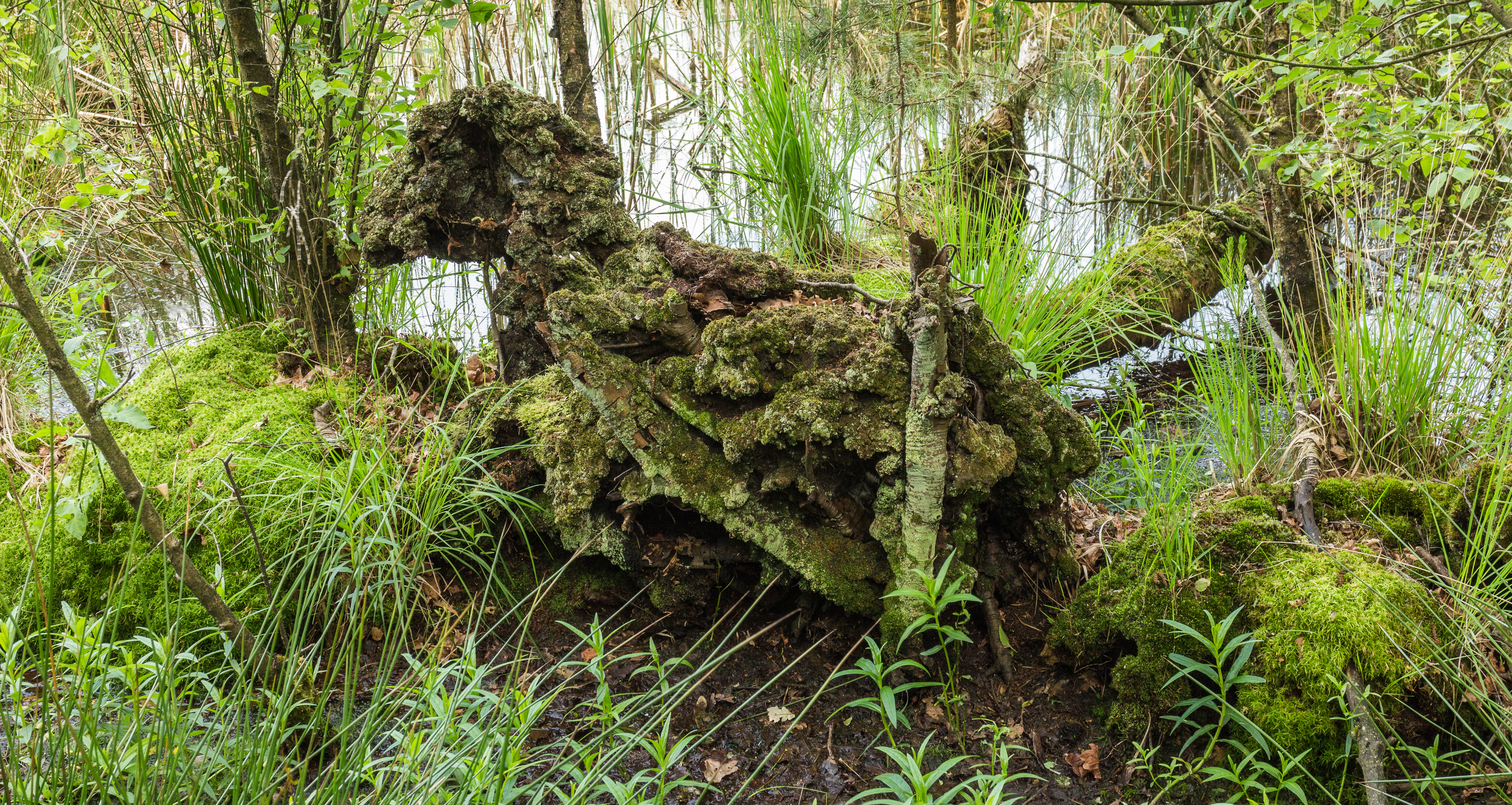
À Diakonievene, un espace naturel dans la Frise.

### Les communes de Frise et leurs chefs-lieux

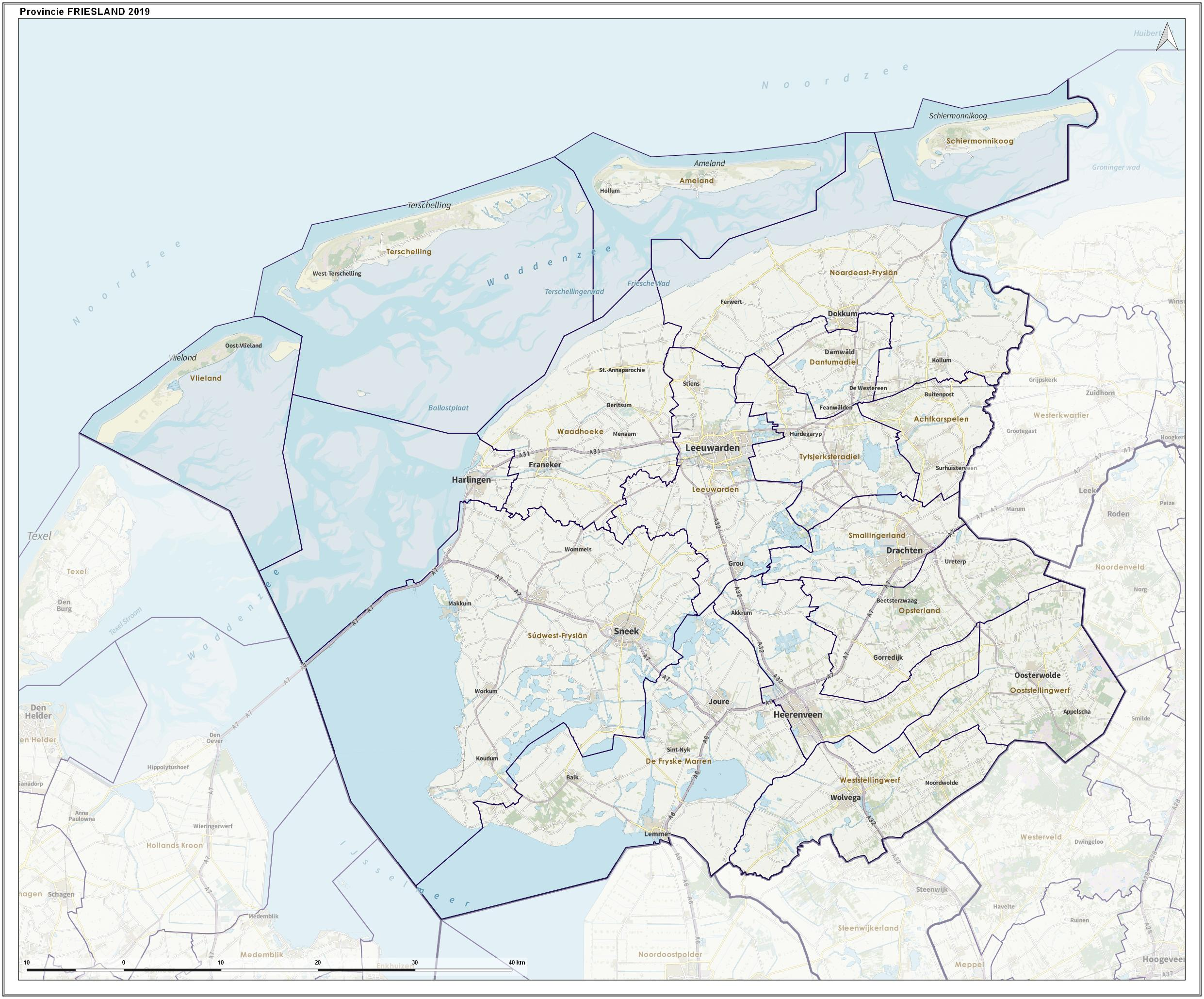
Carte des communes de Frise.

- Achtkarspelen (Buitenpost)
- Ameland (Ballum)
- Dantumadiel (Damwâld)
- De Fryske Marren (Joure)
- Harlingen
- Heerenveen
- Leeuwarden (Leeuwarden)
- Noardeast-Fryslân (Dokkum)
- Ooststellingwerf (Oosterwolde)
- Opsterland (Beetsterzwaag)
- Schiermonnikoog (Schiermonnikoog)
- Smallingerland (Drachten)
- Súdwest-Fryslân (Sneek)
- Terschelling (West-Terschelling)
- Tytsjerksteradiel (Burgum)
- Vlieland (Oost-Vlieland)
- Waadhoeke (Franeker)
- Weststellingwerf (Wolvega)

## Histoire

### La Frise des origines
Les Frisons, peuplades germaniques d'éleveurs et de marins souvent de grande taille selon la tradition, sont connus dès l'Antiquité (Tacite, dans sa Germanie, parle des Frisiens). Ils semblent avoir occupé le littoral de la mer du Nord entre la Vlie et l'Ems.
Au cours des migrations germaniques, la région est occupée par d'autres Germains, qui reprennent le nom de Frisons. Il en résulte un ensemble, appelé « Grande Frise » par l'historiographie du XIXe siècle, qui s'étend de l'Escaut à la Weser. On connaît le nom de quatre « rois » frisons, notamment Poppo qui règne de 719 à 734. 
Il s'agit de terres pauvres et tourbeuses menacées par la transgression marine. La Frise est de longue tradition le lieu de naissance de races animales spécifiques, par exemple le cheval frison, la vache frisonne et la chèvre frisonne, aujourd'hui quasiment disparue. Ces animaux à l'origine rustiques étaient adaptés à la terre spongieuse, humide et tourbeuse, au milieu frais et marécageux des rivages et des espaces proches de la mer du Nord. 
Combattants de valeur, souvent admis comme recrues dans l'armée des Francs, les Frisons sont sourcilleux sur leurs droits territoriaux, refusant toute fédération, et manifestent parfois une volonté d'expansion, au point de mener des guerres contre les Francs saliens puis contre les rois d'Austrasie (Liège, Aix-la-Chapelle) hégémoniques au sud et les Saxons à l'est. Ils interviennent aussi dans les mers bordières de l'Europe par leurs expéditions de piraterie ou concurrencent le commerce maritime des royaumes voisins.
Ce territoire passe sous le contrôle des Francs après le règne de Poppo.

### La période franque
En partie défaits et vaincus par la puissante armée franque, ils sont finalement cantonnés ou déplacés dans diverses contrées qui garderont ensuite le nom de Frisia, soit les îles de la Frise dont l'occupation semble relativement autonome, la Frise occidentale, la Frise orientale et la Frise septentrionale, dernier lieu de déplacement vers la frontière septentrionale de l'Empire carolingien. Des groupes révoltés et vaincus ont ensuite été aussi déportés et vendus comme esclaves, en l'absence d'allégeance ou en cas de refus d'obéissance répétée à l'autorité consentie.
L'évangélisation de Boniface de Mayence, martyrisé en 754, est un échec. Ce n'est qu'au IXe siècle que les Frisons deviennent dans leur grande majorité de paisibles paysans et éleveurs chrétiens, notamment avec l'installation de monastères vers 850, qui vont organiser des travaux d'assèchement.
Une lex Frisionum est formulée vers l'an 800.
Un certain nombre de Frisons continue de pratiquer le commerce à grande échelle et dans le monde carolingien, la Frise s'affirme comme le cœur du commerce qui débute en Mer du Nord. Depuis l'emporium de Dorestad qui est, jusqu'à sa destruction par les Danois en 863, le principal port de commerce européen, les marchands frisons sont présents dans l'empire franc, en Scandinavie et dans les îles britanniques. Le mot « frison » se confond avec « marchand » dans les textes de l'époque. Les Frisons s'appuient notamment sur la découverte d'importants gisements d'argent pour fonder leur importance dans le commerce du Haut Moyen Âge.   

### Le Moyen Âge
Le territoire de la Grande Frise fait partie du Saint-Empire romain germanique. On distingue trois sous-ensembles (Frise occidentale, Frise centrale, entre la Vlie et le Lauwers, et Frise orientale). À cette époque, la Frise centrale est coupée en deux par le bras de mer du Middelzee (aujourd'hui réduit au Boarn), qui sépare les régions de Westergo, autour de la ville de Bolsward, et d'Oostergo, autour de Dokkum. 
Dès l'an 1000, le territoire de la Frise occidentale est réparti entre les seigneuries de Hollande, de Zélande et une seigneurie résiduelle de Frise occidentale, annexée par la Hollande, devenue un comté, vers 1290. 
La Frise centrale et la Frise orientale se transforment en un ensemble de pouvoirs urbains ou villageois plus ou moins associés (Zeven Frise Zeelanden) et de pouvoirs seigneuriaux refusant de prêter allégeance à des puissances extérieures. La bataille de Warns en 1345 est une étape notable, victoire des Frisons sur le comte de Hollande (Guillaume IV) aussi comte de Hainaut (Guillaume II).
En 1450, la Frise orientale disparaît à son tour, une partie de son territoire devenant la seigneurie de Groningue, le reste formant le comté de Frise orientale, dont le premier comte, Ulrich von Cirksena devient vassal de l'empereur (ce comté ne sera pas intégré dans les Pays-Bas en cours de formation sous l'égide des ducs de Bourgogne).

### La Frise dans lesPays-Bas des Habsbourg(1477-1568)
La maison de Habsbourg, dont le cœur est l'archiduché d'Autriche (Vienne), intervient aux Pays-Bas bourguignons à la suite de la mort du dernier duc de Bourgogne de la maison de Valois, Charles le Téméraire (1477). Attaquée par le roi de France, sa fille Marie épouse l'archiduc Maximilien de Habsbourg (1459-1519). Devenu après la mort de son épouse (1482) régent au nom de son fils Philippe (1478-1506), Maximilien réussit à conserver les principautés néerlandaises (traité de Senlis, 1493).
Mais, durant la guerre avec la France, Maximilien est confronté à plusieurs révoltes, notamment le soulèvement des villes de Flandre en 1488 ; il doit appeler à l'aide le duc de Saxe Albert III, qui lui permet de rétablir l'ordre. Celui-ci intervient de nouveau en 1492 lors de la révolte du fromage et du pain (1491-1492) qui touche particulièrement la Frise occidentale (partie du comté de Hollande située autour de la ville d'Alkmaar).
Pour le récompenser de son aide, en 1498, Maximilien attribue à Albert la seigneurie de Groningue, lui donnant aussi le contrôle de la Frise centrale (il est nommé gouverneur perpétuel de Frise), sans l'accord des habitants, qu'il est autorisé à soumettre par les armes. Cela entraîne un conflit au cours duquel les Frisons sont soutenus par le duc de Gueldre (de 1492 à 1538) Charles d'Egmont, alors la principale force de résistance à l'expansion des Habsbourg aux Pays-Bas. En 1500, les Frisons réussissent à encercler le camp des Saxons, commandés par le fils d'Albert, Henri. Albert intervient alors en personne et libère son fils, mais est tué à Emden (12 septembre 1500). N'arrivant pas à établir son autorité, Henri abandonne en 1505 ses droits sur la Frise et sur Groningue à son frère Georges, duc de Saxe. 
À cette époque, le fils de Maximilien, Philippe, qui a épousé l'héritière des royaumes de Castille et d'Aragon, meurt prématurément (1506), laissant deux fils, Charles (né en 1500) et Ferdinand (né en 1503). 
Sous le règne de Georges de Saxe, la région de la Frise et de Groningue devient l'objet des convoitises de différents pouvoirs (duc de Gueldre, comte de Frise orientale, autres princes allemands). En 1515, Georges de Saxe préfère vendre ses droits à Charles de Habsbourg, alors âgé de 15 ans, qui devient officiellement souverain des Pays-Bas, puis roi d'Espagne en 1516 et chef de la maison de Habsbourg en 1519, année où il est élu empereur sous le nom de Charles Quint. 
En 1515 débute la dernière guerre friso-hollandaise, qui est une guerre de Maximilien et Charles contre les intervenants extérieurs en Frise centrale. Cette guerre s'achève en 1524, permettant à Charles Quint de prendre le contrôle de la seigneurie de Frise, incorporée aux territoires néerlandais des Habsbourg.
En octobre 1555, Charles abdique ses droits sur les Pays-Bas au profit de son fils Philippe, lui cédant ses droits sur l'Espagne en janvier 1556. Le règne de Philippe II aux Pays-Bas est rapidement marqué par des tensions qui aboutissent à une crise en 1566 (la révolte des Gueux), prélude au soulèvement de 1568.
Durant les règnes de Charles Quint et de Philippe II, la Frise est une des Dix-Sept Provinces des Pays-Bas. Elle est pourvue d'États provinciaux, tandis que Charles, puis Philippe, seigneurs de Frise, y sont représentés par un « lieutenant » (stathouder), gouverneur de la province. Les stathouders successifs avant 1568 sont : Florent d'Egmont (1515-1518), Wilhelm von Roggendorf (1518-1521), Georg Schenck van Toutenburg (1521-1540), Maximilien d'Egmont, fils de Florent(1540-1548), Jean de Ligne (1548-1568).
Sur le plan de l'organisation ecclésiastique, la Frise, qui faisait partie du diocèse d'Utrecht, devient en 1561 un des nouveaux diocèses des Pays-Bas, avec son siège épiscopal à Leeuwarden, dépendant de l'archidiocèse d'Utrecht. Leeuwarden ne va cependant voir passer que deux évêques catholiques : Remi Drieux (1561-1569) et Cuneris Petri (1569-1580).
Cette période est en effet marquée par la progression du protestantisme, apparu avec Luther en 1517 en Allemagne, où il devient religion officielle de plusieurs États en 1555 (Paix d'Augsbourg), principalement sous la forme du calvinisme aux Pays-Bas. La Frise est une province où le calvinisme est très présent et la confession catholique va y être évincée durant le soulèvement des Pays-Bas, qui a une dimension religieuse importante.

### Le soulèvement des Pays-Bas et l'intégration aux Provinces-Unies (1568-1581)
En 1568 débute le soulèvement, mené sous la direction du prince Guillaume d'Orange contre Philippe II. 
En Frise, les insurgés se lèvent contre le gouverneur (portugais) Caspar de Robles, aussi gouverneur de la Drenthe et de Groningue. Les opérations militaires amènent des protestants à se réfugier à Emden, dans le comté de Frise orientale, dont le prince est protestant.
En 1579, les États de Frise adhèrent à l'union d'Utrecht, qui rassemble face à l'union d'Arras les provinces (Hollande et Zélande en particulier) et villes (Gand, Anvers) résolument hostiles à Philippe II ; en 1581, les États généraux de l'union d'Utrecht proclament par l'acte de La Haye la déchéance de Philippe comme souverain des Pays-Bas. C'est la naissance des Provinces-Unies, que la monarchie espagnole, qui conserve les provinces du sud (les « Pays-Bas espagnols ») reconnaîtra en 1648, sous le nom officiel de république des Sept Provinces-Unies des Pays-Bas, dont fait partie la Frise.

### La période des Provinces-Unies (1581-1795)
De 1711 à 1731 et de 1759 à 1765, la Frise est gouvernée par la princesse d'Orange, Marie-Louise de Hesse-Cassel, régente pour son fils, puis pour son petit-fils. Ses sujets l'appellent « Tante Marie ».

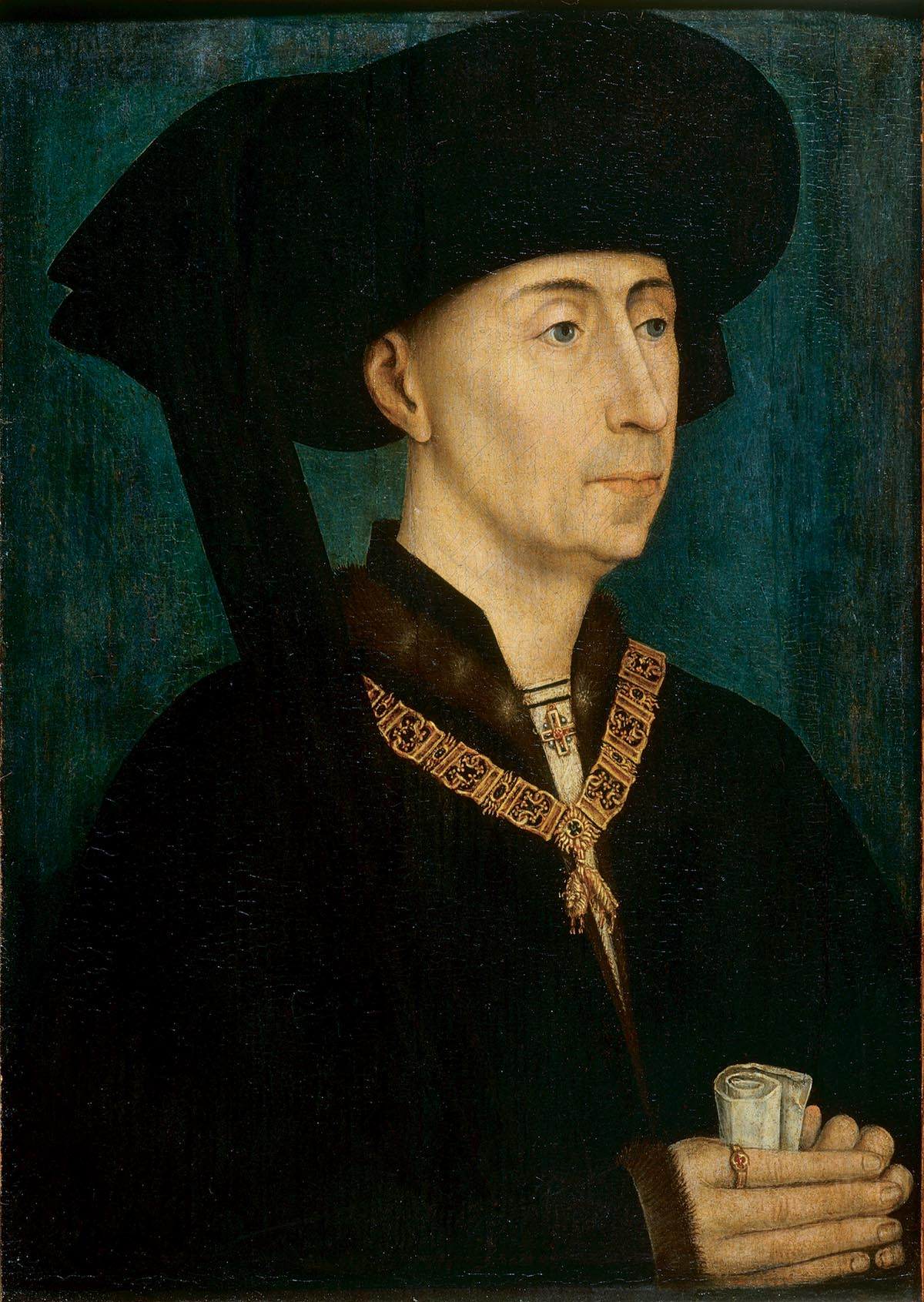
Philippe III, duc de Bourgogne, comte de Hollande, seigneur de Frise, héritier auto-proclamé de Jacqueline de Bavière (1433)
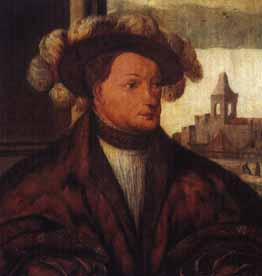
Charles d'Egmont, duc de Gueldre, seigneur de Frise, se trouva au cœur des conflits entre Empire et France (1538)
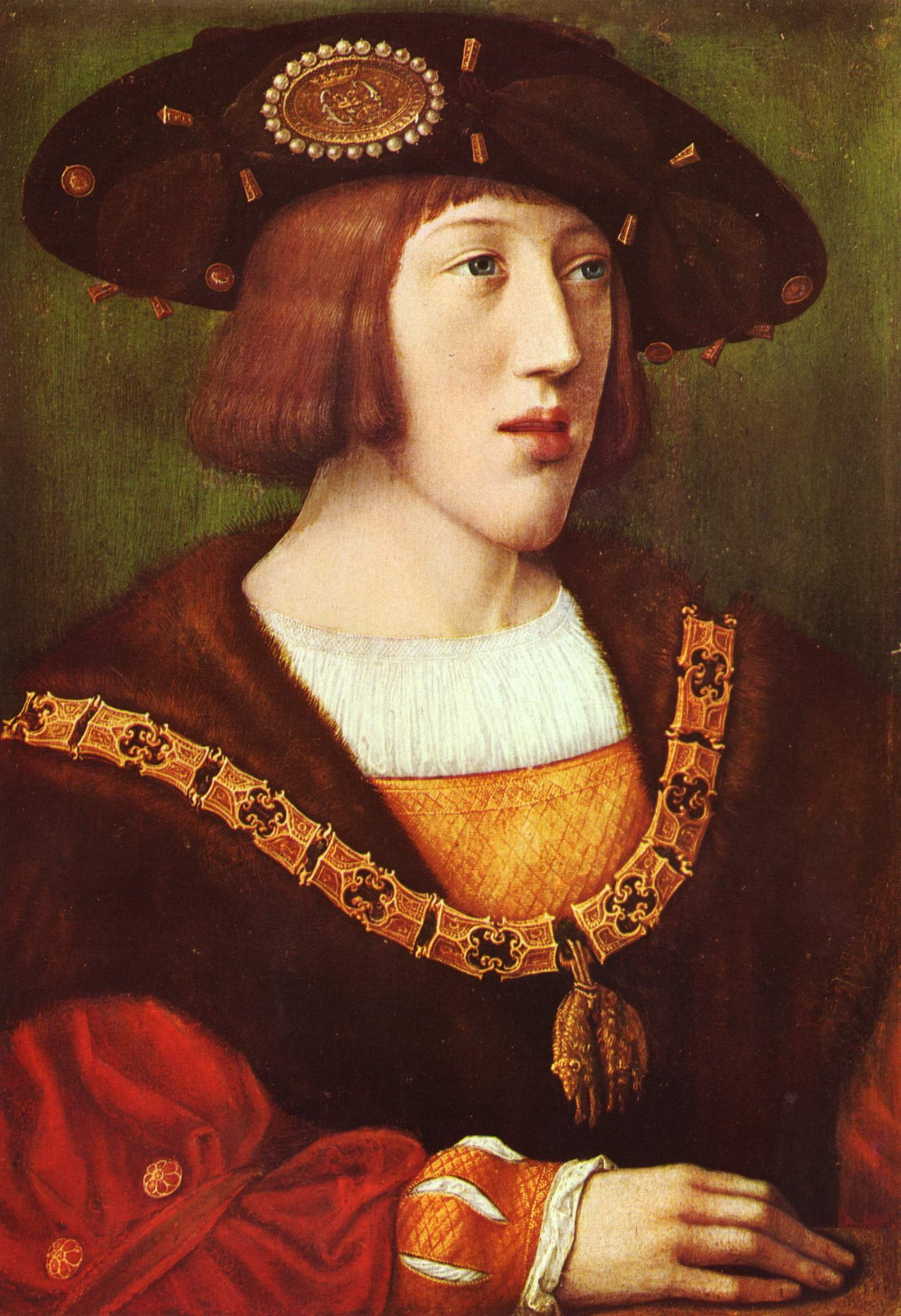
Charles de Habsbourg, empereur, roi d'Espagne, de Naples, de Sicile, etc. aussi duc de Gueldre et seigneur de Frise
Provinces Unies (1581-1795)
Marie-Louise de Hesse-Cassel, princesse d'Orange, régente (1710)
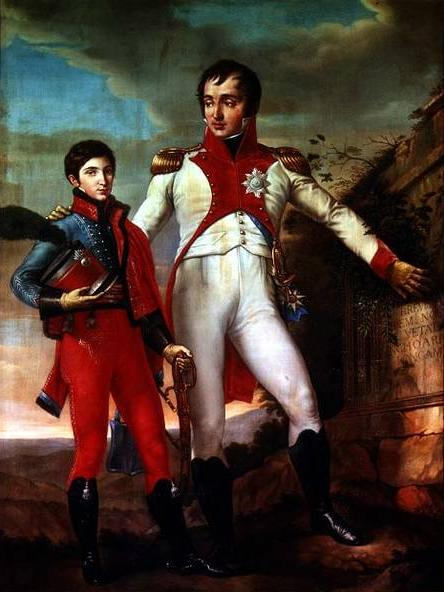
Le roi Louis-Napoléon défendit les intérêts de ses sujets et en perdit son trône (1810)

### De la République batave aux Pays-Bas actuels
La Frise, conquise par les armées de la Première République Française, devint une province de la République batave en 1795 puis du royaume de Hollande en 1807 avant de constituer un département français de 1811 à 1814. Le congrès de Vienne en fait une province du royaume uni des Pays-Bas sous l'autorité retrouvée de la maison d'Orange-Nassau.
La vache frisonne au pied délicat et à la patte blanche, à l'échine horizontale, à la tête noire (dite pie noire), à la ligne du ventre harmonieuse, au pis généreux et aux flancs rebondis est l'objet d'un soin de sélection de plus en plus méticuleux des éleveurs locaux, grâce à l'émulation de l'école d'agriculture et d'élevage, ainsi que des nombreux comices agricoles frisons, tous adeptes du modèle agricole anglais. Vache laitière, blanche et noire, lavée, récurée, à la peau et aux cornes ripolinés et luisantes lors des concours, objet de louange et de renommée à l'échelle européenne, elle est à l'origine de la « race frisonne pie noire » de l'Est qui envahit après guerres le nord et l'est de la France, au point d'en éradiquer localement dans l'anonymat les nombreuses races rustiques en déclin. 
Au cours des années 1950, la population frisonne dépasse 400 000 habitants. Le statisticien compte alors une vache pour deux habitants frisons. Il existe 200 000 vaches grasses, indolentes et repues, qui mâchent en bonne saison les herbes moelleuses, ruminent parfois couchées après leur paisson au vert pâturage. Derrière une championne nommée Ymkje, productrice homologuée de 3 174 kg de lait durant une longue période de lactation de onze mois, se cache une organisation sophistiquée de l'élevage, avec un contrôle d'état et des commissions sanitaires, des coopératives de distribution et de services, des laiteries et des syndicats, des associations et des sociétés d'émulation agricole.

## Politique et administration

### Pouvoir exécutif
Le pouvoir exécutif est exercé par une députation provinciale de cinq membres présidée par le commissaire du Roi.

### Pouvoir législatif
Le pouvoir législatif appartient aux États provinciaux, assemblée de 43 membres élus pour quatre ans.

## Population et secteurs d'activités

### Démographie

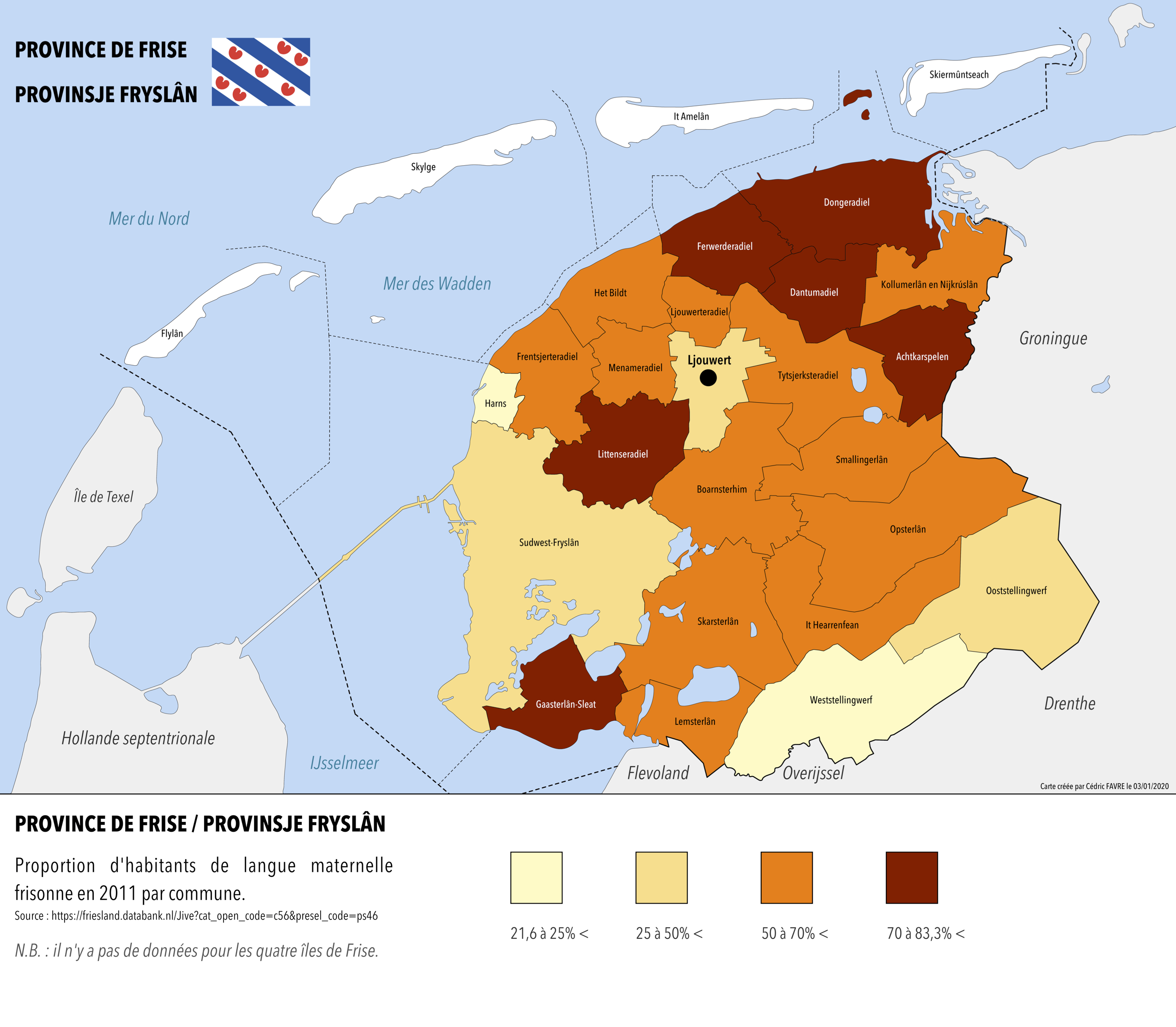
Province de Frise : proportion d'habitants de langue maternelle frisonne en 2011 par commune.

|            | 31/12/1960 | 31/12/1970 | 31/12/1980 | 31/12/1990 | 31/12/2000 | 31/12/2012 | 31/12/2013 |
| ---------- | ---------- | ---------- | ---------- | ---------- | ---------- | ---------- | ---------- |
| Population | 479 893    | 526 749    | 589 252    | 600 013    | 630 539    | 646 862    | 646 317    |

### Langues
En 2011, 53,6% des habitants de la province ont déclaré avoir le Frison occidental pour langue maternelle, 35,8% le Néerlandais et 10,5% d'autres langues. Cette enquête sur l'usage des langues n'a porté que sur les communes de la Frise continentale. Aucune donnée n'a été recueillie pour les 4 îles de la Mer des Wadden. 
Par rapport à la précédente enquête menée 4 ans plus tôt (2007), on observe un recul du Frison occidental au profit du Néerlandais. En effet, en 2007, 54,3% des habitants indiquaient avoir le Frison pour langue maternelle contre 34,7% le Néerlandais.
Le Frison occidental possède le statut de langue officielle dans la province.

### Économie
En 2013, le produit intérieur brut de la province était de 18,9 milliards d'euros, soit 3,17 % du PIB total des Pays-Bas.